# Aud állam
Az Aud állam (अवध, रियासत, اودھ ریاست), azaz az Audi királyság (Oudh, Awadh) egy hercegi állam volt India gyarmati korában, az Avad régióban 1858-ig. Az ország területe 62 072 km², 12 833 077 lakosa lett volna 1901-ben. Az ország neve az Ajodhja szóból származik (egy ősi város neve, ahol Rama isten született). Az állam fővárosa Faizabadban működött, de a brit ügynök székhelye Laknau volt.
Aud csatlakozott más indiai államokhoz a brit uralom elleni 1858-as felkelésben, ami az 1857-es szipolylázadás egyik utolsó eseménye volt. A lázadás folyamán egy kisebb brit indiai különítmény a Bombayi elnökségből legyőzte a nem egységes indiai államokat egyetlen gyors hadjáratban. Ennek ellenére eltökélt lázadók 1859 tavaszáig folytatták az időnkénti gerilla rajtaütéseket, portyákat. Ez a balsorsú lázadás a történelemben audi kampány néven vált ismertté. A britek bekebelezték az államot a volt Északnyugati Tartományokba, amelynek nevét ezt követően megváltoztatták Északnyugati Tartományok és Audra.

1732-ben a mogul uralom idején egy magasabb rangú mogul katonatiszt egy örökletes államigazgatást alapított Audban. Amint a mogulok hatalma hanyatlott, Aud urai fokozatosan megerősítették függetlenségüket. Mivel az állam egy virágzó térségben alakult, a Brit Kelet-indiai Társaság gyorsan felismerte a gazdagságot, amiben az állam navabjai éltek. Ennek eredménye az volt, hogy a britek közvetlenül is beavatkoztak az állam ügyeibe és brit védnökséggé nyilvánították 1816-ban. Három évvel később, 1819-ben Aud uralkodója felvette a padsah címet, amellyel formálisan is függetlenítette magát a mogul birodalomtól Hastings márki tanácsára.
Az Oudh állam navabjai:
- Szádat kán (1722 - 1739)
- Szafdar Dzsang (1739 - 1754)
- Sujauddaula (1754 - 1775)
- Szádat Ali kán (1775 - 1814)
- Gáziuddin Haider (1814 - 1827)
- Nasziruddin Haider (1827 - 1837)
- Mohamed Ali (1837 - 1842)
- Szmdzsad Ali sah (1842 - 1847)
- Vadzsid Ali sah (1847 - 1856)
- B ridzsisz Kadr (1856 - 1858)

1856. február 7-én Lord Dalhousie, a Brit Kelet-indiai Társaság főkormányzójának parancsára Aud királyát trónfosztották és államát Brit Indiához csatolták az érvényvesztési doktrína (Doctrine of lapse) feltételei szerint, zűrzavaros államvezetés címén. 1902-ben átnevezték a brit tartományt Agra és Aud Egyesült Tartományaira.
1857. július 5-e és 1858. március 3-a között egy röpke felbolydulás volt, amit a trónjától megfosztott király fia vezetett, aki csatlakozott a szipolylázadáshoz. A felkelés idején a britek átmenetileg elveszítették a régió feletti ellenőrzést. Hatalmukat vissza tudták szerezni az elkövetkező 18 hónap folyamán. Ebben az időben tömegmészárlásokat is elkövettek, mint Kanpur ostroma folyamán, ahol briteket gyilkoltak le.
Vazallusi birtokai:
- Balrampuri birtok
- Bhadri birtok
- Itaundzsai birtok
- Nanpara talukdari
- Pratapgari birtok
- Tulszipur állam

Aud állam első uralkodója egy síita mozlim családhoz (Szajjid) tartozott és Musz al-Kaim leszármazottja volt Nisapurból. Másik ágon karakojunlu (Fekete Ürü oguz török törzsszövetség a Kaukázusból) származású volt, Kara Júszufon keresztül. Ismertek voltak szekuláris (a vallást és az államot egymástól elkülönítő) uralmukról. A navab címet viselték.
A 19. század közepére az audi-brit szövetség legfőbb oka, a katonai ütközőzóna fenntartása értelmét veszítette. Az audi sereg annyira degradálódott, hogy szinte használhatatlan volt. Vaddzsid Ai sah trónra lépése 1847-ben sem változtatott a helyzeten. Egy dilettáns és esztéta volt, aki ideje java részét táncosnőkkel és zenészekkel töltötte, míg hanyagolta az állam ügyeit. A hadsereg még tovább züllött, az adóbevétel csökkent, az adósság növekedett, míg a jogtalanságok mindennapossá váltak. A szaporodó panaszok beavatkozásra késztették a briteket, akik szövetségesük támogatását megunták. Közvetlen igazgatást vezettek be az országban, majd 1856-ban bekebelezték azt különösebb ellenállás nélkül. Vaddzsid Ali Kalkuttába ment, ahol az audi bevételekből szép nyugdíjat élvezett, amelynek java részét nőkre költötte.